# Jacinto Ventura de Molina
Jacinto Ventura de Molina (Rio Grande de San Pedro, 1766 - Montevidéu, 11 de agosto de 1841) foi um sapateiro, escritor e advogado autodidata uruguaio.
Nascido na fronteira entre os impérios português e espanhol, filho de libertos, passou a maior parte de sua vida em Montevidéu. Seus escritos tratam sobre temas históricos, religiosos, filosóficos, jurídicos e autobiográficos; inscrevem-se numa ideologia contrarrevolucionária.
Muito após seu falecimento publicaram-se seus escritos: 
- Jacinto Ventura Molina e os caminhos da escritura negra no Rio da Prata. [S.l.]: Linardi e Risso. ISBN 9789974675131